# Gleirschbach (Isar)
Der Gleirschbach ist ein linker Nebenbach der Isar im Karwendel in Tirol. 

## Verlauf
Insgesamt ist der Bach ca. 12 km lang, davon entfallen 7,4 km auf das Stadtgebiet von Innsbruck, der Rest liegt auf Scharnitzer Gemeindegebiet.
Der Gleirschbach entspringt nördlich der Pfeishütte auf 1880 m ü. A. Zunächst fließt er nach Westen durch das zwischen der Nordkette und der Gleirsch-Halltal-Kette liegende Samertal. Auf dem letzten Abschnitt versitzt er für 2 Kilometer und entspringt erst wieder bei der Amtssäge (1223 m ü. A.) im Gleirschtal. Dieser Feuchtraum gibt der Möslalm ihren Namen. Kurz unterhalb der Versitzung, beim Marterl, fließt auch der im Mandltal auf der Nordseite der Nordkette entspringende 1,4 km lange Angerbach zu.
Ab der Möslalm, wo der Bach in Scharnitzer Gebiet wechselt, wendet sich der Lauf nach Nordwesten. Gleich unterhalb der Amtssäge vereinigt er sich mit dem aus dem Großkristental kommenden Kristenbach. Ab hier fließt der Gleirschbach in nordwestlicher Richtung durch das Gleirschtal, nach der Durchquerung der Gleirschklamm mündet er wenige Kilometer östlich von Scharnitz in die aus dem Hinterautal kommende Isar.

## Geschichte
Bereits 1177 wird der Gleirschbach als flumen, quod decurrit apud Obernhouen descendens in Ysaram in einem Privileg Kaiser Friedrichs I. für das Benediktinerkloster Biburg genannt. Im 16. Jahrhundert wurde die Trift von in den Seitentälern des Gleirschtals geschlagenem Holz durch die Gleirschklamm urkundlich erwähnt, welche nach dem Bau einer Forststraße durch das Gleirschtal um 1960 endgültig eingestellt wurde.